# Songella obscuripennis
Songella obscuripennis är en insektsart som först beskrevs av Lucien Chopard 1927.  Songella obscuripennis ingår i släktet Songella och familjen syrsor. Inga underarter finns listade i Catalogue of Life.